# Susanne Wiesinger
Susanne Wiesinger (* 20. Jahrhundert) ist eine österreichische Lehrerin, Bildungsfunktionärin und Buchautorin.

## Leben
Susanne Wiesinger war viele Jahre als Lehrerin tätig, bevor sie einem breiten Publikum in Österreich bekannt wurde. Im Jahr 2018 wurde ihr Buch Kulturkampf im Klassenzimmer veröffentlicht, in welchem sie eine Integrations- und Werteproblematik an Wiener Schulen feststellte und thematisierte. Ihre Erstveröffentlichung erhielt große mediale Aufmerksamkeit. Wiesinger war zuvor als Volksschullehrerin und als NMS-Lehrerin in Wien-Favoriten und als Personalvertreterin der Lehrergewerkschaft am Wiener Stadtschulrat tätig gewesen. Im Februar 2019 wurde sie vom damaligen Bildungsminister Heinz Faßmann zur Ombudsfrau für Wertefragen und Kulturkonflikte berufen. Im Zuge dieser Tätigkeit verfasste sie ihren Tätigkeitsbericht der Ombudstelle für Wertefragen und Kulturkonflikte. Eine Analyse bestehender Herausforderungen und praktischer Lösungsansätze.
In dieser Zeit entstand vor dem Hintergrund ihrer Tätigkeit als Leiterin der Ombudstelle ihr zweites Buch Machtkampf im Ministerium, das von der Einflussnahme der Politik auf das Schulsystem handelt. Noch vor dem Erscheinen des Buches im Januar 2020 wurde ihre Tätigkeit als Ombudsfrau vorzeitig beendet. Die von ihr verfassten Bücher erschienen in der Edition QVV des Red Bull-Medien-Projekts Addendum.

## Publikationen
- Susanne Wiesinger, Jan Thies: Kulturkampf im Klassenzimmer: Wie der Islam die Schulen verändert. Bericht einer Lehrerin. Edition QVV, Wien 2018.
- Susanne Wiesinger, Jan Thies: Machtkampf im Ministerium: Wie Parteipolitik unsere Schulen zerstört. Edition QVV, Wien 2020.